# Анкета (филм)
Вижте пояснителната страница за други значения на Анкета.
„Анкета“ е български игрален филм (драма) от 1962 година на режисьора Кирил Илинчев, по сценарий на Кирил Илинчев и Георги Марков (по романа „Анкета“ на Георги Марков). Оператор е Димо Коларов. Музиката във филма е композирана от Иван Маринов. Художник на постановката е Петко Бончев.

## Актьорски състав
| В главните роли         | Изпълнител        |
| ----------------------- | ----------------- |
| инжененр Петър Данаилов | Иван Андонов      |
| инженер Данков          | Асен Миланов      |
| Ружа                    | Румяна Карабелова |
| Лена                    | Виолета Донева    |
| директора               | Стефан Петров     |
| инженер Захариева       | Леда Тасева       |
| Каракостов              | Константин Коцев  |
| Каракостова             | Мария Стефанова   |